# Edward Lansdale

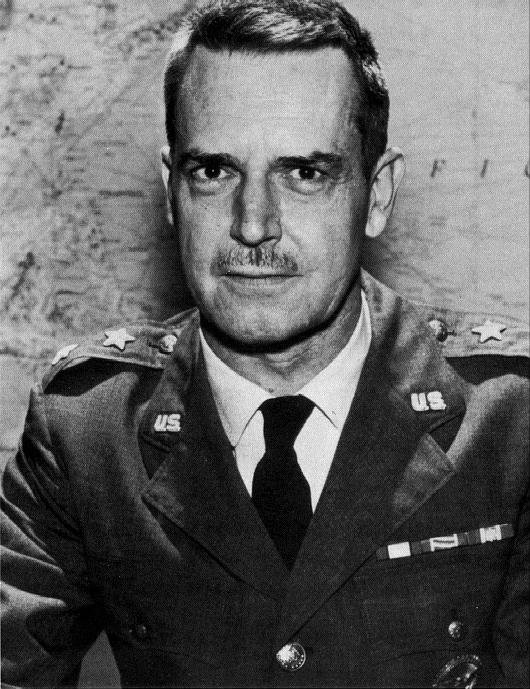
Generalmajor Edward Lansdale im Jahr 1963

Edward Geary Lansdale (* 6. Februar 1908 in Detroit; † 23. Februar 1987 in McLean (Virginia)) war ein Offizier der United States Air Force, der unter anderem im Office of Strategic Services (OSS) und bei der Central Intelligence Agency (CIA) arbeitete. Er brachte es bis zum Dienstgrad eines Generalmajors und erhielt im Jahr 1963 die Air Force Distinguished Service Medal. Früh befürwortete er ein aggressiveres Vorgehen der USA im Kalten Krieg. Lansdale wurde auf dem Nationalfriedhof Arlington beerdigt. Er war zweimal verheiratet und hatte zwei Söhne aus seiner ersten Ehe.

## Kindheit und Jugend
Edward Geary Lansdale wurde im Jahr 1908 in Detroit, Michigan als zweiter von vier Söhnen von Sarah Frances Philips und Henry Lansdale geboren. Er besuchte Schulen in Michigan, New York und Kalifornien und studierte dann an der University of California, Los Angeles (UCLA), was er zunächst weitgehend durch das Schreiben von Artikeln für Zeitungen und Magazine, später durch besser bezahlte Jobs in der Werbung in Los Angeles und San Francisco finanzierte.

## Zweiter Weltkrieg
Im Zweiten Weltkrieg diente Lansdale beim Office of Strategic Services (OSS). 1943 wurde er zum Leutnant in der United States Army ernannt, wobei er während des Krieges zahlreiche nachrichtendienstliche Aufgaben übernahm. Nach mehreren Beförderungen während des Krieges wurde er 1945 als Major ins Hauptquartier der US-Luftwaffe für den westlichen Pazifik versetzt, wo er die nachrichtendienstliche Abteilung leitete.

## Philippinen
Bis 1948 blieb er auf den Philippinen, wo er die philippinische Armee beim Wiederaufbau ihrer Nachrichtendienste unterstützte und für die Rückführung der zahlreichen philippinischen Kriegsgefangenen verantwortlich war. Im Jahr 1947 wurde er zum Hauptmann der US-Luftwaffe ernannt, mit dem temporären Dienstgrad eines Majors. Nachdem er die Philippinen verlassen hatte, diente er als Dozent an der Strategic Intelligence School in der Lowry Air Force Base, Colorado, wo er 1949 eine einstweilige Beförderung zum Oberstleutnant erhielt.
Im Jahr 1950 erbat der damalige philippinische Präsident Elpidio Quirino persönlich seine Versetzung zur Joint United States Military Assistance Group auf den Philippinen, um die Nachrichtendienste der Streitkräfte beim Kampf gegen die kommunistischen Hukbalahap-Rebellen zu unterstützen. Der spätere philippinische Präsident Ramon Magsaysay war kurz zuvor zum Verteidigungsminister ernannt worden und Lansdale wurde ihm als Verbindungsoffizier zur Seite gestellt. Die beiden Männer verband bald eine enge Freundschaft und sie besuchten häufig gemeinsam Kampfgebiete. Lansdale half den philippinischen Streitkräften bei der Entwicklung der psychologischen Kriegsführung und bei der Rehabilitation von Hukbalahap-Gefangenen.

## Vietnam
Lansdale gehörte im Jahr 1953 der US-Streitkräfte-Abordnung unter General John W. O’Daniel in Indochina an und beriet dort die Französischen Streitkräfte bei Spezialoperationen (SpecOPs) gegen die Việt Minh. Von 1954 bis 1957 war er als Leiter der Saigon Military Mission (SMM) im damaligen Saigon stationiert. In dieser Zeit betrieb er die Ausbildung der Vietnamese National Army (VNA), organisierte zu deren Unterstützung die Cao-Đài-Milizen unter Trình Minh Thế, startete eine Propagandakampagne als Teil der Operation Passage to Freedom, die die vietnamesischen Katholiken zum Umzug in den Süden des Landes ermutigen sollte, und ließ Behauptungen über Anschläge nordvietnamesischer Agenten in Südvietnam verbreiten. Vor dem weithin verurteilten Referendum im Jahre 1955, durch das Premierminister Ngô Đình Diệm das Staatsoberhaupt Bảo Đại des Amtes enthob und sich selbst als Präsident der neuen Republik Vietnam proklamierte, hatte Lansdale Diệm, mit dem ihn eine enge Freundschaft verband, geraten, die Abstimmung nicht zu manipulieren und mit einem realistischen Ergebnis von 60 bis 70 Prozent zufrieden zu sein, doch Diệm nahm diesen Rat nicht an. Er erhielt offiziell 98,2 % der Stimmen im ganzen Land und 133 % in Saigon.

## Anti-Castro-Kampagne
Von 1957 bis 1963 arbeitete Lansdale im Verteidigungsministerium in Washington als Deputy Assistant Secretary for Special Operations, Mitglied des Stabes im Committee on Military Assistance des US-Präsidenten und Assistant Secretary für Spezialoperationen. Während der frühen 1960er Jahre war er hauptsächlich mit geheimen Umsturzplänen bezüglich Kuba – insbesondere im Zusammenhang mit der Operation Mongoose – befasst und schlug unter anderem ein Attentat auf Fidel Castro vor. Laut dem Militärhistoriker Daniel Ellsberg, der zeitweise als Untergebener Lansdales arbeitete, behauptete Lansdale, seine Entlassung aus der Luftwaffe im Jahre 1963 sei von John F. Kennedys Verteidigungsminister Robert McNamara veranlasst worden, nachdem er Kennedys Angebot abgelehnt habe, eine führende Rolle beim Sturz von Diệms Regime zu übernehmen.

## Spätere Karriere
Von 1965 bis 1968 kehrte Lansdale nach Vietnam zurück, um in der US-amerikanischen Botschaft als Berater des Botschafters, der südvietnamesischen Regierung und Direktor der verdeckten Operationen der CIA in Indochina zu arbeiten. Er vertrat die Vereinigten Staaten in einem Komitee der südvietnamesischen Regierung, welche die Landbevölkerung auf ihre Seite bringen wollte. Auf Lansdales Anraten propagierte der südvietnamesische Premierminister Nguyễn Cao Kỳ zur Befriedung der ländlichen Regionen und Entfernung der Vietkong ein Wiederaufbauprogramm.
1972 wurden seine Memoiren In the Midst of Wars veröffentlicht. Seine Biographie The Unquiet American, verfasst von Cecil Currey, erschien 1988. Ihr Titel bezieht sich auf die verbreitete, gleichwohl umstrittene Annahme, dass der Titelfigur von Graham Greenes Roman The Quiet American (dt.: Der stille Amerikaner) die reale Person Edward Lansdale zugrunde liege. Bei der Hollywood-Erstverfilmung von Greenes Romans 1958 durch Joseph L. Mankiewicz nahm Lansdale Einfluss auf den Regisseur, damit der im Film dargestellte CIA-Agent – in kompletter Verdrehung der Darstellung im Roman – als Held und der britische Journalist als zwielichtiger Charakter dargestellt wurde. Greene war darüber empört und bezeichnete den Film als „Propagandafilm für Amerika“.
Wahrscheinlich war Lansdale auch die Vorlage für die Figur Colonel Hillandale in dem 1958 veröffentlichten Roman The Ugly American (dt.: Der häßliche Amerikaner) von Eugene Burdick und William Lederer.